# 克萊沃的安娜 (1552-1632)
克萊沃的安娜（Anna von Jülich-Kleve-Berg，1552年3月1日—1632年10月6日），于利希-克萊沃-貝格公爵威廉的女兒，嫁給普法爾茨-諾伊堡伯爵菲利普·路德維希。

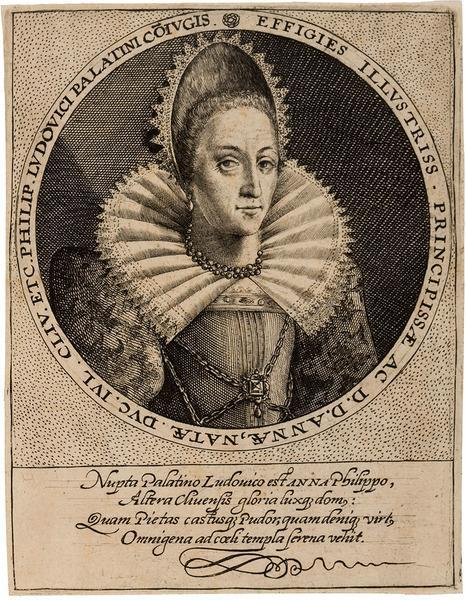
克萊沃的安娜